# Río Las Vacas (vattendrag i Guatemala)
Río Las Vacas är ett vattendrag i Guatemala. Det ligger i den centrala delen av landet, 26 km nordost om huvudstaden Guatemala City.